# Liste der Baudenkmäler in Fischlaken
Die Liste der Baudenkmäler in Fischlaken enthält die denkmalgeschützten Bauwerke auf dem Gebiet von Essen-Fischlaken, Stadtbezirk IX, in Nordrhein-Westfalen (Stand: Oktober 2018). Diese Baudenkmäler sind in der Denkmalliste der Stadt Essen eingetragen; Grundlage für die Aufnahme ist das Denkmalschutzgesetz Nordrhein-Westfalen (DSchG NRW).

| Bild                    | Bezeichnung                                                  | Lage                               | Beschreibung | Bauzeit                       | Eingetragen seit | Denkmal- nummer |
| ----------------------- | ------------------------------------------------------------ | ---------------------------------- | --- | ----------------------------- | ---------------- | --------------- |
| BW                      | Bauernhaus (Giebelseite)                                     | Fischlaker Höfe 22 Karte           | | 1725                          | 8. Juni 1986     | 421             |
| BW                      | Bruchsteingebäude                                            | Fischlaker Höfe 31 Karte           | | um 1870                       | 13. Juli 1995    | 858             |
| Fachwerkhaus            | Fachwerkhaus                                                 | Fischlaker Höfe 37 Karte           | | Ende 18./19. Jahrhundert      | 9. August 1990   | 581             |
| Fachwerkhaus            | Fachwerkhaus                                                 | Fischlaker Höfe 45 Karte           | | Ende 17. und 19. Jahrhundert  | 9. August 1990   | 582             |
| Fachwerkhaus            | Fachwerkhaus                                                 | Fischlaker Höfe 56 Karte           | | 1687                          | 9. August 1990   | 583             |
| BW                      | Landwirtschaftliches Anwesen                                 | Fischlaker Höfe 68 Karte           | | zweite Hälfte 19. Jahrhundert | 9. August 1990   | 584             |
| BW                      | Fachwerkhaus                                                 | Hammer Mark 23 Karte               | | 18. Jahrhundert               | 9. August 1990   | 585             |
| ehemaliges Schulgebäude | ehemaliges Schulgebäude                                      | Hammer Straße 64 Karte             | Das ehemalige Schulgebäude der Hespertalschule war eine katholische Volksschule. Später wurde es in die Albert-Sonnenschein-Schule unbenannt. Seit 2017 Ladengeschäft für barocke Möbel von Designer Marvin Schertl.                                                                                   | 1870 und 1905                 | 30. Mai 2000     | 910             |
| BW                      | Fachwerkhaus                                                 | Hammer Straße 87 Karte             | | 1800                          | 9. August 1990   | 586             |
| BW                      | Ehemaliger Altenteil Overhammshof                            | Hammer Straße 89 a Karte           | | 1750                          | 9. August 1990   | 587             |
| Fachwerkhaus            | Fachwerkhaus                                                 | Hammer Straße 117 a Karte          | | um 1800                       | 9. August 1990   | 588             |
| weitere Bilder          | Haus Scheppen                                                | Hardenbergufer 389 Karte           | ehemaliger, adliger Lehnshof der Abtei Werden | 13. Jahrhundert               | 14. Februar 1985 | 82              |
| BW                      | Fachwerkhaus                                                 | Harnscheidts Höfe 1 Karte          | | 1754                          | 9. Dezember 1993 | 797             |
| BW                      | Orgel der katholischen Kirche Zur Schmerzhaften Mutter Maria | Ludscheidtstraße 4 Karte           | Orgel des Orgelbaumeisters Friedrich Bernhard Meyer aus Herford. Sie wurde 1890 für die evangelische Kirche der Gemeinde Dortmund-Brackel erbaut, die sie 1958 an die katholische Pfarrgemeinde St. Ludgerus Werden verkaufte, die sie in ihrer Filialkirche Zur Schmerzhaften Mutter aufstellen ließ. | 1890                          | 13. März 2014    | 966             |
| BW                      | Hofanlage                                                    | Maasstraße 13 Karte                | | 18. Jahrhundert               | 22. Mai 1997     | 891             |
| BW                      | Fachwerkhaus                                                 | Margrefstraße 31/31 a Karte        | | 18. Jahrhundert               | 9. August 1990   | 590             |
| BW                      | Fachwerkhaus                                                 | Margrefstraße 33–37 Karte          | | 18. Jahrhundert               | 9. August 1990   | 591             |
| weitere Bilder          | Fachwerkhaus                                                 | Scheppener Weg 10 a/10 b Karte     | | 18. Jahrhundert               | 9. August 1990   | 592             |
| Bildstock               | Bildstock                                                    | Viehauser Berg/bei HNr. 103a Karte | | 18. Jahrhundert               | 9. August 1990   | 593             |